# Інавгурація

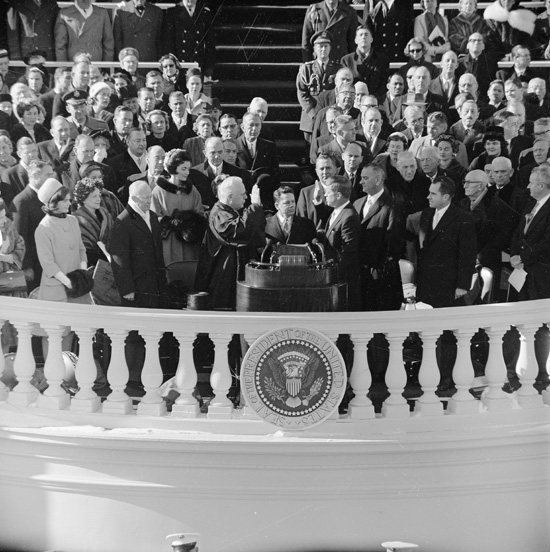
Інавгурація Джона Кеннеді. 20 січня 1961.

Інавгура́ція (від лат. inauguro — посвячення до посади) — церемонія вступу на посаду голови держави або на високий духовний сан. «Інавгурація» є словом давньоримського походження, коли чиновників (правителів, суддів, магістрів) посвячували на їхні посади авгури, трактуючи волю богів.

## В Україні
Згідно зі Статтею 104 Конституції України 
| Новообраний Президент України вступає на пост не пізніше ніж через тридцять днів після офіційного оголошення результатів виборів, з моменту складення присяги народові на урочистому засіданні Верховної Ради України. Приведення Президента України до присяги здійснює Голова Конституційного Суду України. Президент України складає таку присягу: «Я, (ім'я та прізвище), волею народу обраний Президентом України, заступаючи на цей високий пост, урочисто присягаю на вірність Україні. Зобов'язуюсь усіма своїми справами боронити суверенітет і незалежність України, дбати про благо Вітчизни і добробут Українського народу, обстоювати права і свободи громадян, додержуватися Конституції України і законів України, виконувати свої обов'язки в інтересах усіх співвітчизників, підносити авторитет України у світі». Президент України, обраний на позачергових виборах, складає присягу у п'ятиденний строк після офіційного оголошення результатів виборів. |
Засідання, на якому складає присягу новообраний Президент України проводиться у сесійній залі парламенту на підставі офіційно оголошених Центральною виборчою комісією України результатів виборів Президента України у день, визначений рішенням Верховної Ради України за поданням Голови Верховної Ради України.
Урочисте засідання з нагоди вступу на пост Президента України відкриває Голова Верховної Ради України, виконується державний гімн України. Голова Верховної Ради України повідомляє про осіб присутніх на урочистому засіданні та надає слово Голові Центральної виборчої комісії для оголошення результатів виборів Президента України.
Наступне, Голова Конституційного суду України повідомляє про виконання новообраним Президентом України усіх Конституційних вимог щодо несумісності з посадою Президента України, відсутності інших обставин, що унеможливлюють складання ним присяги, запрошують до трибуни новообраного Президента України вручає йому текст присяги українському народові, зміст якої визначений Конституцією України.
Новообраний Президент України, поклавши праву руку на Конституцію України і, за бажанням, на Пересопницьке Євангеліє проголошує присягу українському народові, підписує її та передає підписаний текст Голові Конституційного суду України.
Голова Конституційного суду України оголошує, що новообраний Президент України склав присягу українському народові відповідно до статті 104 Конституції України і вступив на пост Президента України. Голова Конституційного суду України передає Голові Верховної Ради України текст присяги українському народові, підписаний Президентом України. Голова Центральної виборчої комісії вручає новообраному Президентові України посвідчення Президента України, Голова Конституційного суду України вручає новообраному Президенту офіційні символи влади Президента України.
Президент України проголошує звернення до українського народу — інавгураційну промову із трибуни Верховної Ради України. Після проголошення звернення до українського народу Президент України займає місце у сесійній залі Верховної Ради України біля прапора штандарта Президента України.
Голова Верховної Ради України закриває урочисте засідання, присвячене вступу на пост новообраного Президента України. Виконується Державний гімн України.
В день урочистого засідання Верховна Рада України не розглядає інших питань.